# Undress Me
Undress Me è un singolo della cantante franco-indonesiana Anggun, pubblicato nel 2005 come secondo estratto dal terzo album in studio Luminescence.

## Successo commerciale
La canzone è stata presentata al Festivalbar 2005 riscuotendo un discreto successo radiofonico in Italia. Ha avuto un buon riscontro anche in termini di vendite debuttando alla 13° posizione della classifica italiana dei singoli più venduti e rimanendo nella top50 per 10 settimane.

## Classifiche
| Classifica (2005-07) | Posizione massima |
| -------------------- | ----------------- |
| Italia               | 13                |
| Ucraina              | 82                |